# Clutier
Clutier est une ville du comté de Tama, en Iowa, aux États-Unis. Elle est incorporée le 16 janvier 1901.

## Source de la traduction
- (en) Cet article est partiellement ou en totalité issu de l’article de Wikipédia en anglais intitulé « Clutier, Iowa » (voir la liste des auteurs).